# Embajada de España en Irak
La Embajada de España en Irak es la máxima representación legal del Reino de España en la República de Irak. 

## Embajador
La actual embajadora es Alicia Rico Pérez del Pulgar, quien fue nombrada por el gobierno de Pedro Sánchez el 30 de julio de 2024.

## Misión diplomática
El Reino de España posee una representación diplomática en el país, ubicada en la capital, Bagdad. La representación española se remonta a 1947 pero no fue hasta 1953 cuando fue elevada a la categoría de embajada residente. Además, España posee un consulado honorario en la ciudad iraquí de Erbil.

## Historia
Las relaciones entre ambos países se remontan a 1946, y un año después se nombraba al primer representante español. España e Irak mantuvieron relaciones cordiales hasta 1991, cuando el gobierno español se unió a la colación de países contra la anexión de Kuwait ordenada por el presidente iraquí Sadam Hussein. Después de este conflicto, la llamada Guerra del Golfo, España congeló las relaciones a nivel de embajadores hasta 2005, cuando una nueva ofensiva multinacional liderada por Estados Unidos, y en la que participó España, derrocó al gobierno de Sadam. El nuevo gobierno iraquí fue reconocido por España y se restablecieron las relaciones.

## Demarcación
En el pasado la demarcación de la Embajada española en Bagdad incluía:
- Reino de Afganistán: España y el Reino de Afganistán establecieron relaciones diplomáticas en 1950. La legación española dependía de los embajadores españoles ante el Reino de Irak. En 1968 se elevó a embajada la representación en el país asiático, aun así Afganistán siguió dependiendo de la Embajada española en Ankara desde 1970 a 1974, y desde 1974 a 1979 de la Embajada española de Teherán. Las dificultades internas que atravesó Afganistán desde la caída de la monarquía, con la invasión soviética y el gobierno talibán, hasta la restauración de un gobierno estable en 2002 impidieron restablecer relaciones diplomáticas. Finalmente, en 2002 España nombró nuevamente embajadores para Afganistán con residencia en Islamabad, capital de Pakistán, hasta que en 2006 se nombró al primer embajador permanente residente en la capital afgana.

- Emirato de Transjordania: España y el Emirato de Transjordania establecieron relaciones en 1947 y los asuntos diplomáticos del país árabe pasaron a depender de la Embajada española en Irak. Al poco, en 1949, España estableció una representación residente en Jordania, nombre con el que fue rebautizado el país en 1950, y en 1953 elevó su representación a la categoría de embajada.

Como consecuencia de la Guerra de Irak (2003-2011) los países de la coalición participaron en la Conferencia Internacional de Donantes para la Reconstrucción de Irak en Madrid entre el 23-24 de mayo de 2003. Para ello, España nombró un embajador en misión especial:
- Manuel Pombo Bravo (3 de octubre de 2003[2] - 21 de noviembre de 2003[3])